# Punta de la Chullera
Punta de la Chullera är en udde i Spanien.   Den ligger i provinsen Provincia de Málaga och regionen Andalusien, i den södra delen av landet, 500 km söder om huvudstaden Madrid.
Terrängen inåt land är huvudsakligen kuperad, men åt sydväst är den platt. Havet är nära Punta de la Chullera åt sydost. Närmaste större samhälle är Estepona, 15,8 km nordost om Punta de la Chullera. 